# Sussundenga (distrito)

localização do distrito de Sussundenga em Moçambique

Sussundenga é um distrito da província de Manica, em Moçambique, com sede na povoação de Sussundenga. Tem limite, a norte com os distritos de Manica e Gondola, a oeste com o Zimbabwe, a sul com o distrito de Mossurize, a sudeste e leste com o distrito de Chibabava e também a leste com o distrito de Búzi, ambos da província de Sofala.
De acordo com o censo de 1997, o distrito tinha 92 622 habitantes e uma área de 7 060 km², daqui resultando uma densidade populacional de 13,1 h/km².
Sussundenga é um distrito com grande actividade agrícola, sendo considerado o celeiro da província de Manica. É também o seu maior centro de eco-turismo pois é onde se localiza o ponto mais alto do país, o Monte Binga.

## Divisão Administrativa
O distrito está dividido em quatropostos administrativos (Dombe, Muhoa, Rotanda e Sussundenga), compostos pelas seguintes localidades:
- Posto Administrativo de Dombe:
  - Javera
  - Mabaia
  - Matacara
  - Muoco
- Posto Administrativo de Muhoa:
  - Muhoa
  - Mupandea
- Posto Administrativo de Rotanda:
  - Munhinga
  - Mussapa
  - Rotanda
- Posto Administrativo de Sussundenga:
  - Matica
  - Munhinga
  - Nhaurombe
  - Sussundenga